# Farsi (isola)
L'isola di Farsi (in persiano جزیره فارسی‎  è una delle isole iraniane nel Golfo Persico.

## Geografia
Appartiene alla provincia di Bushehr. Ha un'area di circa 250 000 m² (25 ha) ed un'altitudine massima di 3 m.
È sede di un faro e di una base navale della marina militare iraniana ed è per questo motivo interdetta ai civili.

## Storia
Ricca di petrolio e gas naturale nel sottosuolo, negli anni ottanta del XX secolo fu al centro di una disputa territoriale con l'Arabia Saudita durata fino al 1986, quando le parti riconobbero mutualmente la sovranità iraniana su Farsi e quella saudita su Arabi, un'isola posta a sud di Farsi.